# Deborrea humberti
Deborrea humberti is een vlinder uit de familie zakjesdragers (Psychidae). De wetenschappelijke naam van deze soort werd voor het eerst geldig gepubliceerd in 1984 door Jean Bourgogne.